# Strange Fruit
„Strange Fruit” este un cântec de protest american din 1939, compus de Abel Meeropol (sub pseudonimul Lewis Allan), și înregistrat de Billie Holiday. Versurile au fost extrase din poemul lui Meeropol, publicat în 1937. Cântecul condamnă linșările negrilor americani, prin rânduri care compară victimele cu fructele pomilor. Astfel de linșaje atinseseră apogeul în Sudul Statelor Unite la începutul secolului XX, iar marea majoritate a victimelor erau negri. Cântecul a fost descris drept „o declarație de război” și „începutul mișcării pentru drepturile civile” de către Ahmet Ertegun, cofondatorul Atlantic Records.
Meeropol a compus cântecul colaborând cu soția sa, Anne Shaffer, iar cântăreața Laura Duncan l-a promovat în localurile din New York City la sfârșitul anilor 1930, inclusiv în Madison Square Garden. Versiunea lui Holiday a fost inclusă în Grammy Hall of Fame în 1978. De asemenea, a fost inclusă în lista „Songs of the Century” a Recording Industry Association of America și a National Endowment for the Arts. În 2002, „Strange Fruit” a fost selectată pentru a fi păstrată în National Recording Registry de către Biblioteca Congresului ca fiind „semnificativă din punct de vedere cultural, istoric sau estetic”.

## Compunere
„Strange Fruit” a luat naștere ca un poem de protest împotriva linșajelor. Meeropol și-a exprimat oroarea față de spânzurarea afro-americanilor, fiind inspirat de fotografia lui Lawrence Beitler cu linșarea din 1930 a lui Thomas Shipp și Abram Smith în Marion, Indiana. Poemul a fost publicat cu titlul „Bitter Fruit” în ianuarie 1937, în The New York Teacher, o revistă a sindicatului profesorilor din New York.

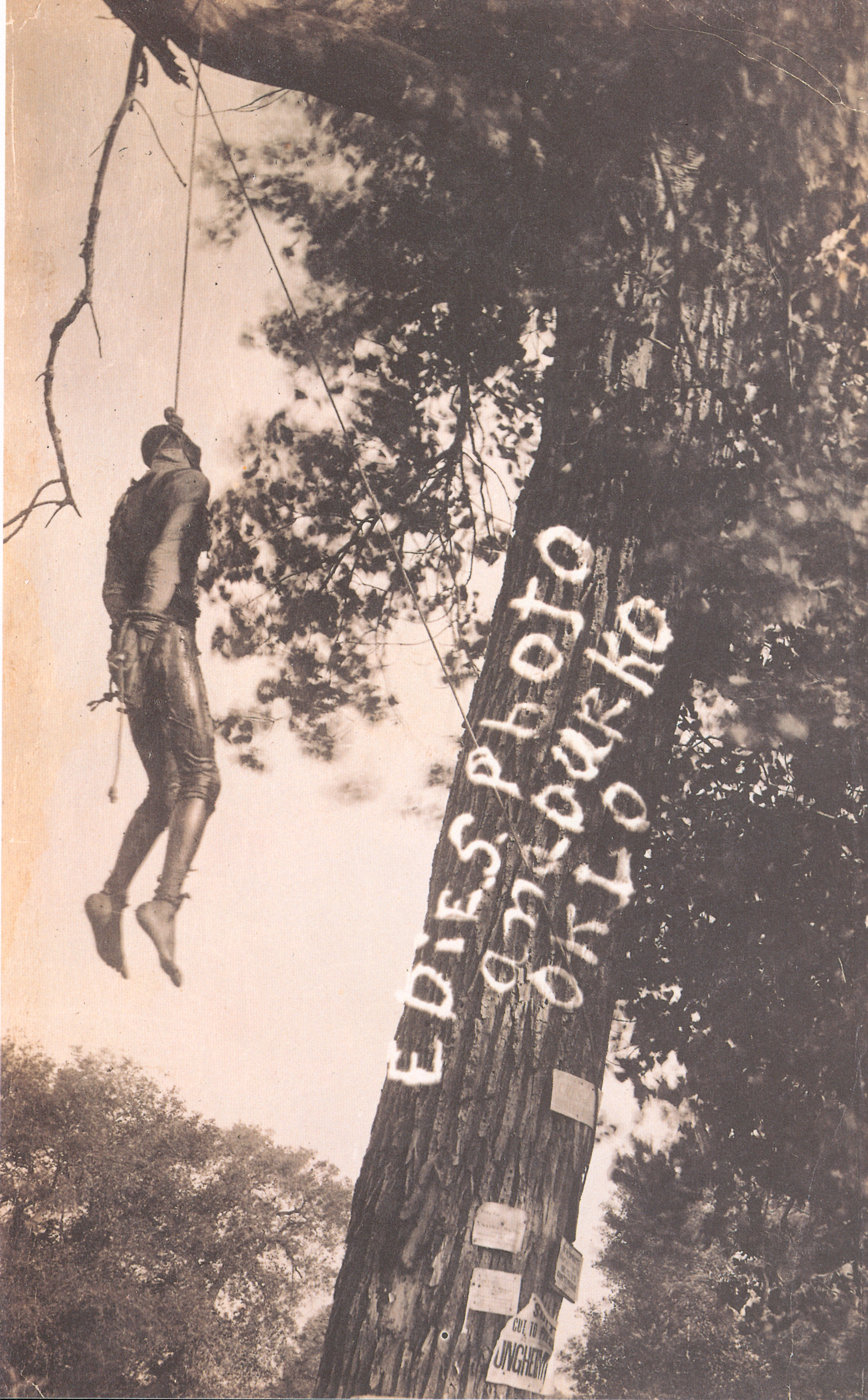
Linșajul unui afro-american în Oklahoma, 1913

Southern trees bear a strange fruit,
Blood on the leaves and blood at the root,
Black bodies swinging in the Southern breeze,
Strange fruit hanging from the poplar trees.

Traducere

Pomii din Sud fac un fruct ciudat,

Sânge pe frunze și sânge la rădăcină,

Trupuri negre legănându-se în briza sudică,

Fruct ciudat atârnând din plopi.

## Înregistrare

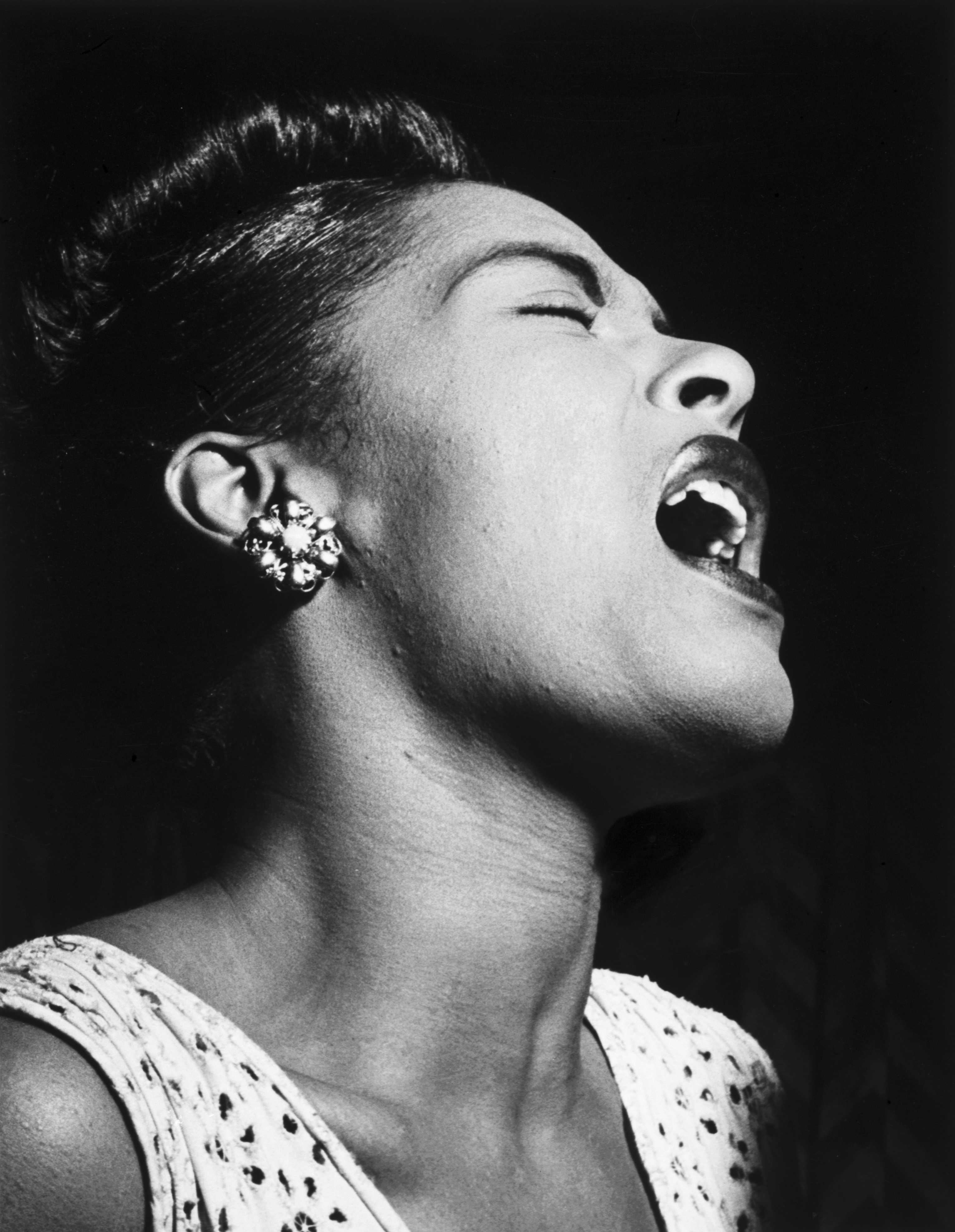
Billie Holiday a înregistrat cântecul în 1939.

Surse susțin că Barney Josephson, fondatorul Café Society din Greenwich Village, primul club de noapte integrat rasial din New York, a auzit cântecul, și i l-a prezentat lui Billie Holiday. Alte relatări spun că Robert Gordon, care regiza spectacolul lui Holiday la Café Society, a auzit cântecul la Madison Square Garden, și i l-a prezentat. Holiday a interpretat pentru prima dată piesa la Café Society, în 1939. Ea a declarat că „Strange Fruit” a făcut-o să se teamă de represalii, dar, deoarece versurile îi aminteau de tatăl ei, a continuat să cânte piesa, devenind un standard al spectacolelor sale live. Din cauza puterii cântecului, Josephson a elaborat câteva reguli: Holiday va încheia cu acest cântec; chelnerii vor opri în prealabil toate serviciile; sala va fi în întuneric, cu excepția unui reflector pe fața lui Holiday; și nu va exista bis. În timpul introducerii muzicale a cântecului, Holiday stătea cu ochii închiși, intrând într-o stare meditativă.
Holiday s-a adresat casei sale de discuri, Columbia, în legătură cu cântecul, dar compania s-a temut de reacția retailerilor de discuri din Sud, precum și de reacția negativă a afiliaților rețelei sale de radio deținute în comun, CBS. Când producătorul lui Holiday, John Hammond, a refuzat, de asemenea, să-l înregistreze, ea s-a adresat prietenului ei Milt Gabler, proprietarul casei de discuri Commodore. Holiday a cântat „Strange Fruit” pentru el a cappella, și l-a emoționat până la lacrimi. Columbia i-a acordat lui Holiday o scutire de contract pentru o singură sesiune, astfel încât să poată înregistra piesa; pentru sesiune a fost folosită formația Café Society Band a lui Frankie Newton, formată din opt membri, într-un aranjament realizat de Newton. Deoarece Gabler se temea că piesa este prea scurtă, i-a cerut pianistului Sonny White să improvizeze o introducere. Pe înregistrare, Holiday începe să cânte după 70 de secunde. Cântecul a fost înregistrat pe 20 aprilie 1939. Gabler a încheiat un acord special cu Vocalion Records pentru a înregistra și distribui cântecul.
Holiday a înregistrat două sesiuni principale ale cântecului la Commodore, una în 1939, și una în 1944. Cântecul a fost deosebit de apreciat; înregistrarea din 1939 a vândut în cele din urmă un milion de copii, devenind, în timp, cea mai vândută înregistrare din cariera lui Holiday.

## Onoruri
Versiuni cover ale acestui cântec îi includ pe Nina Simone, René Marie, Jeff Buckley, Siouxsie & the Banshees, Dee Dee Bridgewater, Josh White, UB40, Bettye LaVette și Edward W. Hardy.
- 1999: Revista Time a numit „Strange Fruit” drept unul dintre „Cele mai bune cântece ale secolului” în ediția sa din 31 decembrie 1999.[22]
- 2002: Biblioteca Congresului a onorat cântecul ca fiind una dintre cele 50 de înregistrări alese în acel an pentru a fi adăugate la Registrul Național de Înregistrări.[23]
- 2005: Atlanta Journal-Constitution a enumerat cântecul ca fiind numărul unu pe lista „100 Songs of the South”.[24]
- 2010: The New Statesman l-a listat ca fiind unul dintre „Top 20 Political Songs”.[25]
- 2021: Rolling Stone l-a enumerat ca fiind al 21-lea cel mai bun cântec din „Top 500 cele mai bune cântece din toate timpurile”.[26]